# Люйчунь
Люйчу́нь (кит. упр. 绿春, пиньинь Lǜchūn) — уезд Хунхэ-Хани-Ийского автономного округа провинции Юньнань (КНР).

## История
29 апреля 1955 года на стыке уездов Хунхэ, Юаньян, Моцзян и Цзиньпин в составе Хунхэ-Ханиского автономного района было образовано Люцуньское управление (六村办事处).
В 1957 году Специальный район Мэнцзы и Хунхэ-Ханийский автономный район были объединены в Хунхэ-Хани-Ийский автономный округ.
Постановлением Госсовета КНР от 29 мая 1958 года на базе Люцуньского управления был создан уезд Люйчунь.

## Административное деление
Уезд делится на 1 посёлок и 8 волостей.

## Культура
Ежегодно народность хани проводит на главной улице традиционный банкет, который сопровождается парадом, песнями и танцами.